# Collector’s Item
Collector’s Item to minialbum duńskiej grupy heavymetalowej King Diamond, wydany w 1999 roku przez Massacre Records.

## Lista utworów
1. Moonlight (Diamond) - 4:30
2. LOA House (LaRocque) - 5:35
3. Black Hill Sanitarium (LaRocque) - 4:28
4. From the Other Side (Diamond) - 3:49
5. Voodoo (Diamond) - 4:34

Wszystkie teksty utworów zostały napisane przez Kinga Diamonda.

## Twórcy
- King Diamond – śpiew, instrumenty klawiszowe
- Andy LaRocque – gitara, instrumenty klawiszowe
- Herb Simonsen – gitara
- Chris Estes – gitara basowa
- Darrin Anthony – perkusja
- John Luke Hébert – perkusja